# Jake Varner

Zawodnik Iowa State Cyclones

Jacob „Jake” Varner (ur. 24 marca 1986 w Bakersfield) – amerykański zapaśnik startujący w kategorii wagowej do 96 kg, złoty medalista olimpijski z Londynu w kategorii 96 kg.
Zawodnik startował na mistrzostwach świata w Stambule, gdzie zdobył brązowy medal. W 2012 został mistrzem olimpijskim w swojej kategorii wagowej. Drugi w Pucharze Świata w 2015; czwarty w 2016 i szósty w 2012 roku.
Zawodnik Bakersfield High School z Bakersfield i Iowa State University. Cztery razy All-American (2007–2010) w NCAA Division I, pierwszy w 2009 i 2010, drugi w 2007 i 2008 roku.